# Agustí Bartra i Lleonart
Agustí Bartra i Lleonart (8. listopadu 1908, Barcelona – 7. července 1982, Terrassa) byl katalánský básník, spisovatel a univerzitní profesor.

## Životopis

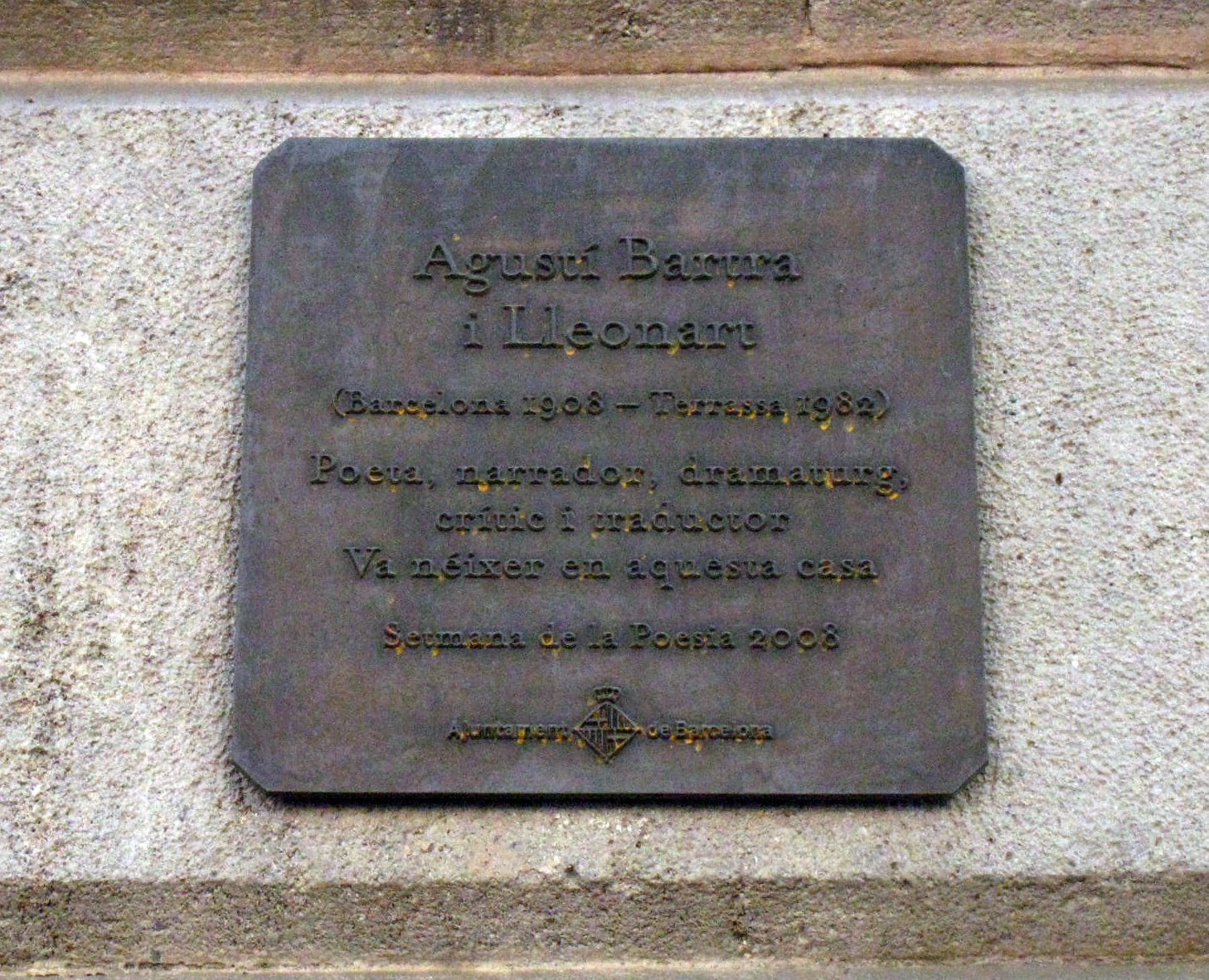
Plaketa na rodném domě

Pocházel z rolnické rodiny a strávil část svého dětství v Sabadellu. Když se rodina vrátila do Barcelony, chodil do práce do textilního skladu. V roce 1934 vyhrál literární soutěž s krátkou povídkou a poté začal pracovat v časopise Amic i Meridià.
Účastnil se španělské občanské války na republikánské straně a šel do vyhnanství na počátku roku 1939. Byl v několika uprchlických táborech (Sant Cebrià, Argelers a Agde) před příchodem do Roissy-en-Brie (Paříž), kde se setkal se spisovatelkou Annou Murià i Romaní, se kterou se oženil a měli spolu dvě děti. V 1940 odpluli do Dominikánské republiky a pak na Kubu a do Mexika, kde si vytvořil svůj domov a kde založil časopis Lletres (1944–1947). Také strávil dlouhou dobu ve Spojených státech, a to zejména mezi lety 1949–1950, 1960 až 1963 , a byl jmenován roku 1969 profesorem latinskoamerické poezie na University of Maryland.
V roce 1970 se vrátil do Katalánska a usadil se ve městě Terrassa, kde zemřel 8. července 1982.
V roce 1973 mu byla udělena Premi Carles Riba de poesia za jeho práci Els himnes, a roku 1981 Creu de Sant Jordi od vlády Katalánska.

## Dílo
- 1937: L'oasi perdut
- 1938: Cant corporal
- 1942: Xabola
- 1942: L'estel sobre el mur
- 1944: Oda a Catalunya des dels tròpics
- 1946: L'arbre de foc
- 1948: Màrsias i Adila
- 1948: Rèquiem
- 1951: Oda Atlàntica
- 1951: Una antologia de la lírica nord-americana
- 1953: Odissea
- 1956: L'evangeli del vent
- 1960: Quetzalcòatl
- 1961: Deméter
- 1964: Ecce homo
- 1968: Crist de 200.000 braços
- 1968: La lluna mor amb aigua
- 1970: Dodo
- 1971: Obra poètica completa
- 1972: Poemes del retorn
- 1974: Els himnes
- 1979: El gos geomètric
- 1981: Haikús d'Arinsal

trilogie Soleia:
- 1972: Rapsòdia de Garí
- 1974: Rapsòdia d'Arnau
- 1976: Rapsòdia d'Ahab